# Осомово
Осомово — деревня в Грязовецком районе Вологодской области.
Входит в состав Ростиловского муниципального образования, с точки зрения административно-территориального деления — в Ростиловский сельсовет.
Расстояние по автодороге до районного центра Грязовца — 20 км, до центра муниципального образования Ростилово — 13 км. Ближайшие населённые пункты — Огарково, Абанино, Комарово, Шабаново.
По данным переписи в 2002 году постоянного населения не было.